# Gornji Bitelić
Gornji Bitelić je sastavni dio sela Bitelić koje se nalazi u općini Hrvace, u Splitsko-dalmatinskoj županiji. 

## Zemljopis
Naselje se nalazi sjeverno od Rumina i sjevero-istočno od Donjeg Bitelića.
Nalazi se na južnim obroncima planinskog masiva Dinare i zaravni iznad korita rijeke Cetine.
U zasoke Gornjeg Bitelića spadaju: Dadići, Donji Buljani, Donji Đapići, Stojići, Žarci, Dom, Vukovići, Matkovići-Tokići, Majstrovići, Cvitkovići-Vujeva, Ćurkovići, Gornji Đapići, Jukići-Bračulji, Ezgetići, Tripići, Bulovići. Uz navedena naselja u katastarsku općinu Bitelić Gornji spada i selo Rumina i dio Vrdova. Vrdovo se nalazi na planini Dinari te se koristilo za ljetnu ispašu stoke, stočarske nastambe su poredane isto kao u Gornjem Biteliću.
Pored navedenih naselja u Gornjem Biteliću nalaze se i vjerski objekti sela Bitelić: katolička crkva Male Gospe, kapelica Svetog Klementa, uz koju se nalazi ruševina svećenićke kuće te pravoslavna crkva Pokrova Presvete Bogorodice
Bitnijih izvor na području Gornjeg Bitelića nema, ali ima posljedica kada poplavi rijeka ponornica Ponikva, koja plavi polje Ponikva na području Gornjeg Bitelića.

## Stanovništvo
Po popisu stanovništva (2001.) u Gornjem Biteliću bili je 234 stanovnika. Stanovništvo je većinom hrvatske nacionalnosti i rimokatoličke vjeroispovjedi, uz manju srpsku nacionalnu manjinu. Broj stanovnika je u opadanju kao u većini okolnih mjesta zbog iseljavanja stanovništva u gradove i ratnih zbivanja krajem prošlog stoljeća kojim je to područje bilo zahvaćeno.
Stanovništvo većinom živi u zaseocima koja nose naziv po prezimenima Dadić, Buljan, Vuković, Matković, Majstrović, Ćurković, Đapić, Jukić-Bračulj, Ezgeta, Tripo ,Bulović, Stojić, Žarko, Ergović, Kelava, Majstrović.
Srpsku nacionalnu manjinu čine Stojići, Bulovići, Tripići, dio Gornjih Đapića i cijeli Donji Đapići.
| broj stanovnika | 755   | 856   | 957   | 1017  | 1224  | 1260  | 1158  | 1317  | 1208  | 606   | 621   | 534   | 553   | 323   | 234   | 192   | 140   |
|                 | 1857. | 1869. | 1880. | 1890. | 1900. | 1910. | 1921. | 1931. | 1948. | 1953. | 1961. | 1971. | 1981. | 1991. | 2001. | 2011. | 2021. |